# 吸入
吸入（英語：Inhalation）是指動物進行呼吸時，空氣或其他物質經由氣管進入肺泡的運動。吸入由橫膈膜的收縮，肋間外肌的收縮所導致。
当吸入空气时，横隔膜会收縮，肺里的空气体积会增加，气压则会降低。

## 吸入空氣
作為呼吸系統的一部分，吸氣是維持生命的重要運動。該過程是無意識完成的（一些病症可能導致其無法自主完成）。生命可以有意識地控製或中斷呼吸（在一定範圍內）。
呼吸使氧氣進入肺部，通過肺泡進入血液。

## 吸入其他物質
被意外吸入的其他物質，例如水，煙，食物，嘔吐物和較不常見的異物，例如牙齒碎片，硬幣，電池，小的玩具零件，針頭。

## 機制
肋間外肌的收縮，導致胸腔擴張。然後發生橫隔肌的收縮，根據波以耳-馬略特定律，導致胸膜間隙的擴大和負壓的增加。 由於大氣和肺泡之間的壓力差，負壓導致氣體進入。空氣進入後，通過鼻或嘴進入咽，氣管，支氣管，然後進入肺泡。
參與吸入的其他肌肉包括：肋間外肌，斜角肌，胸鎖乳突肌，斜方肌